# Ardalion Ignàtiev
Ardalion Ignàtiev   (Ĕnel, 22 de desembre de 1930 - Txeboksari, 24 d'octubre de 1998) va ser un atleta rus, especialista en curses de velocitat, que va competir sota bandera soviètica durant la dècada de 1950.
Durant la seva carrera va prendre part en dues edicions dels Jocs Olímpics d'Estiu. El 1952, a Hèlsinki, va disputar dues proves del programa d'atletisme. En ambdues quedà eliminat en sèries. Quatre anys més tard, als Jocs de Melbourne, guanyà la medalla de bronze en la cursa dels 400 metres del programa d'atletisme, mentre en el 4x400 metres relleus quedà eliminat en sèries.
En el seu palmarès destaca una medalla d'or en els 400 metres i una de plata en els 200 metres del Campionat d'Europa d'atletisme de 1954. També guanyà tres medalles al Festival Mundial de la Joventut i els Estudiants, una d'or en els 400 metres i de plata en els 200 metres el 1953 i una d'or en els 400 metres el 1955. El 25 de juny de 1955 va igualar el rècord d'Europa dels 400 metres en poder de Rudolf Harbig amb un temps de 46.0". Va posseir nombrosos rècords de l'URSS dels 200, 400 i el relleu 4x400 metres.
Després de retirar-se va treballar com a director a l'escola d'esports de Txeboksari, i fou professor a la Universitat de Pedagogia Estatal de Txuvàixia entre 1970 i 1976.

## Millors marques
- 200 metres. 20.7" (1956)
- 400 metres. 46.0" (1955)[1][6]